# Маргарета Саксонска (1449 – 1501)
Вижте пояснителната страница за други личности с името Маргарета Саксонска.
Маргарета Саксонска (на немски: Margarete von Sachsen, * 1449 във Ваймар, † 13 юли 1501 в Берлин-Шпандау) от род Ветини е принцеса от Саксония и чрез женитба курфюрстиня на Бранденбург.
Тя е голямата дъщеря на херцог Вилхелм III Смели от Саксония (1425–1482) и Анна Австрийска, дъщеря на немския крал Албрехт II (1397–1439) и Елизабет Люксембургска (1409–1442), дъщеря на император Сигизмунд Люксембургски.
На 25 август 1476 г. Маргарета се омъжва в Берлин за Йохан Цицерон (1455–1499), курфюрст на Бранденбург от род Хоенцолерн.

## Деца
Маргарета и Йохан Цицерон имат децата:
- дъщеря (1480–1482)
- Волфганг (*/† 1482)
- Йоахим I Нестор (1484–1535), курфюрст на Бранденбург

∞ 1502 принцеса Елизабет Датска (1485–1555)
- Елизабет (*/† 1486)
- Анна (1487–1514)

∞ 1502 крал Фридрих I фон Шлезвиг-Холщай (1471–1533)
- Урсула (1488–1510)

∞ 1507 херцог Хайнрих V фон Мекленбург-Шверин (1479–1552)
- Албрехт (1490–1545), кардинал, архиепископ на Магдебург и курфюрст на Майнц